# Verlorenkostpoort

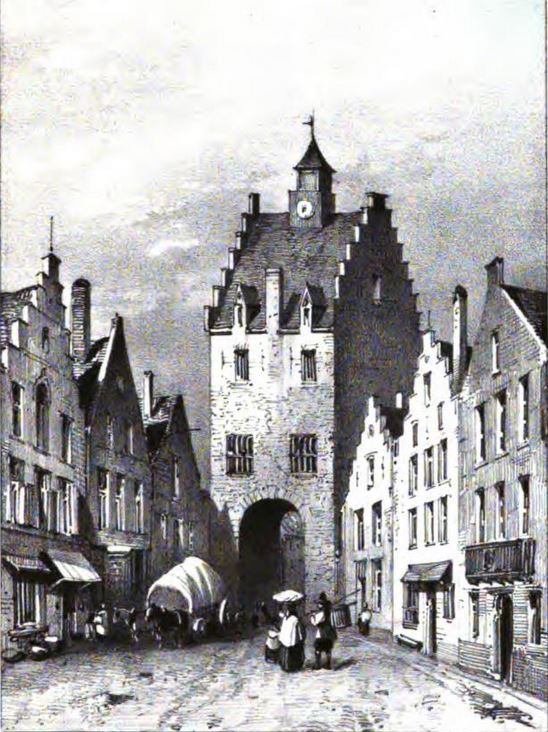
De poort op een 18e-eeuwse gravure

De Verlorenkostpoort of Filipspoort was een stadspoort op de kruising van de Kleine Vesten en de Vlaamsesteenweg in Brussel.
Waarschijnlijk werd ze opgetrokken in de jaren 1340-1350 en verwees de naam Filipspoort naar een buurtbewoner. De Kleine Vesten, een aarden verdedigingsgordel op de linkeroever van de Zenne, zijn zelf iets ouder met een eerste vermelding in 1330. De brug over de gracht heette er Filipsbrug. Vrij snel, vanaf 1375, ging men spreken over de Verlorencostpoirte, mogelijk omdat in die jaren de tweede stadsomwalling was voltooid en het bouwwerk zijn militaire nut had verloren.
De stad liet de poort in 1464 herbouwen door Willem van Oyenbrugge. Een document uit 1566 toont aan dat ze werd gebruikt om ingevoerde zeep op te slaan en te keuren. Ze diende ook als wapenarsenaal. De poort had een klokkentorentje waarvoor Tondeur uit Nijvel in 1607 een klok goot. In de nacht van 27 op 28 maart 1727 brak brand uit bij de vettewariër Pieter Orts. Het vuur sloeg over naar de Verlorenkostpoort, waarvan enkel de muren overeind bleven. Ze werden gesloopt om de steenweg te verbreden.